# مبوجی-مایی
مبوجی-مایی (به لاتین: Mbuji-Mayi) یک منطقهٔ مسکونی در جمهوری دموکراتیک کنگو است که در Kasaï-Oriental واقع شده‌است.

## خصوصیات
مبوجی-مایی ۱۳۵٫۱۲ کیلومترمربع مساحت و ۱٬۶۸۰٬۹۹۱ نفر جمعیت دارد و ۵۴۹ متر بالاتر از سطح دریا واقع شده‌است.